# Cominella olsoni
Cominella olsoni är en snäckart som först beskrevs av Dell 1956.  Cominella olsoni ingår i släktet Cominella och familjen valthornssnäckor. Inga underarter finns listade i Catalogue of Life.